# Дыролистник
Дыролистник, или Порофиллюм (лат. Porophyllum) — род однолетних и многолетних растений семейства Астровые (Asteraceae), происходящих из горных районов Центральной и Южной Америки.

## Описание
Это однолетние или многолетние травы, полукустарники или кустарники высотой до 120 см с прямостоящими стеблями и шириной около 100 см., голые или опушенные, часто с сильным запахом; тонкие, крепкие облиственные стебли. 
На овальных листьях имеются крупные железы, выделяющие душистый маслянистый секрет, придающий растениям сильный аромат. Цветки жёлтые или беловатые, иногда зеленоватого или пурпурного оттенка.

## История
В своём фундаментальном произведении «Общая история дел Новой Испании» (1547—1577) Бернардино де Саагун, опираясь на сведения ацтеков о свойствах растений, привел различные сведения о дыролистнике, в частности о том, что:

Есть другая трава, которая называется папалокилитль. Она душистая и вкусная, у неё круглые листья; растет в жарких краях.

## Виды
|                                   |  |
| Лист, цветки Porophyllum ruderale |  |

В род входит более 25 видов, некоторые виды:
- Porophyllum gracile Benth. — Дыролистник изящный
- Porophyllum greggii A.Gray — Дыролистник Грега
- Porophyllum pygmaeum D.J.Keil & Morefield — Дыролистник карликовый
- Porophyllum ruderale (Jacq.) Cass. — Дыролистник мусорный, или Боливийский кориандр
- Porophyllum scoparium A.Gray — Дыролистник метельчатый

Некоторые виды находят применение в кулинарии как пряно-ароматические растения.